# 恒利銀行大樓
恒利銀行大樓，現名永利大樓，是上海市的一座歷史建築，位於河南中路495、503號，修建於1933年。這座建築高6層，由華蓋建築師事務所設計，仁昌營造廠施工。該建築外觀有裝飾風藝術特徵，是華蓋建築師事務所初期的代表作品。恒利銀行是一家成立於1928年的銀行，1937年抗日戰爭爆發後歇業。
2005年，恒利銀行大樓被列入上海市第四批優秀歷史建築名單。